# Старая тюрьма (Умео)

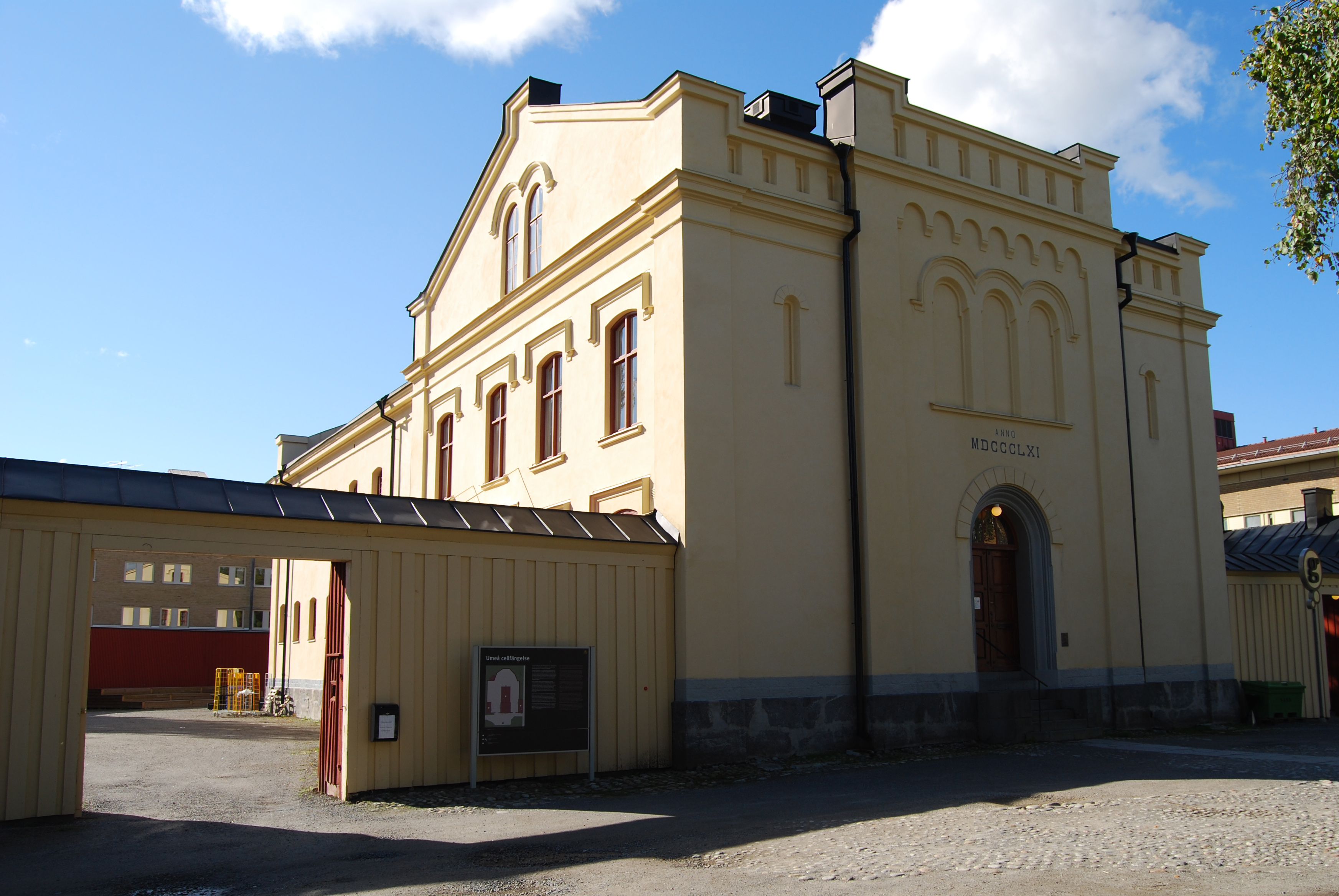

Ста́рая тюрьма́ (швед. Umeå gamla fängelse или länscellfängelset) — памятник архитектуры, здание тюрьмы, построенное в городе Умео, Швеция в 1861 году. Тюрьма была одним из немногих зданий, не сгоревших во время городского пожара 1888 года. Таким образом, она является одним из старейших сохранившихся зданий в Умео и находится в списке памятников архитектуры страны с 1992 года. Тюрьма использовалась по прямому назначению до 1981 года, на протяжении 1980-х годов и 1990-х годов там организовывались театральные постановки. В 2007—2008 годах тюрьма была перестроена в отель.

## История
«Старая тюрьма» Умео была одной из примерно 20 провинциальных тюрем, спроектированных Вильгельмом Теодором Анкарсвердом, который был архитектором шведской тюремной службы Fångvårdsstyrelsen в 1855—1877 годах.
Эти тюрьмы были построены на основе модели системы тюрем американского штата Филадельфия, что означало, что общие камеры в них были заменены одиночными, что считалось лучшими условиями для преступников, которые в одиночестве могли обдумывать свою судьбу. В тюрьме было в общей сложности 24 камеры на двух этажах, которые были расположены вдоль внешних стен, чтобы каждый заключённый мог получать достаточное количество дневного света. В здании тюрьмы также располагались служебные и жилые помещения. Здание было одним немногих, переживших большой пожар 1888 года. Пережил пожар и южный деревянный частокол — он дает современным посетителям представление о форме тюремного двора для прогулок.
Тогдашний главный редактор местной газеты Västerbottens — Kuriren Густав Розен (1876—1942) провёл в этой тюрьме три месяца в 1916 году. Он был признан виновным в клевете на городского стадсфискаля (начальника полиции города). Это событие стало кульминацией так называемых боёв в Умео, которые привлекли широкое внимание общественности страны.
Ныне тюрьма является старейшим каменным зданием в Умео и является одной из лучше всего сохранившихся тюрем в стране. Она использовалась по своему прямому назначению до 1981 года, когда была построена новая тюрьма. Тюрьма находится в собственности Национального совета собственности Швеции (SFV) и стала памятником архитектуры национального значения в 1992 году.

## Театр
С 1987 года и на протяжении большей части 1990-х годов здание и прогулочный двор использовались любительской театральной группой Grotteatern и независимой театральной группой Profilteatern. К столетию со дня разрушительного пожара 1888 года Grotteatern в 1988 году создала постановку под названием «Игра Великого пожара» (швед. Spelet om den stora branden) (режиссёр Фрэнк Кельбер), которая была поставлена на прогулочном дворе старой тюрьмы. После этого как Grotteatern, так и Profilteatern устраивали свои представления на прогулочном дворе в течение целого ряда лет.

## Отель
В 2007—2008 годах здание было преобразовано в отель с 23 одноместными номерами, 2 семейными номерами и одним двухместным номером с конференц-залом для встреч и торжеств, где могут разместиться до 50 человек. В отеле также сдаются кровати с общими душами и туалетами и комнаты для общения. Во дворе здания расположено кафе «Гётеборг».